# Torneo Preolímpico Mundial Masculino de Rugby 7 2021
El Torneo Preolímpico Mundial Masculino de Rugby 7 2021 fue un torneo de rugby 7 que clasificó a un equipo al torneo masculino de rugby 7 en los Juegos Olímpicos de Tokio 2020

El torneo se disputó en el Estadio Luis II de Mónaco entre el 18 y 20 de junio de 2021.

## Equipos
| Competición  | Fecha                                             | Sede                        | Plazas | Equipos clasificados |
| ------------ | ------------------------------------------------- | --------------------------- | ------ | -------------------- |
| Sudamericano | 29 de junio de 2019 – 30 de junio de 2019         | Santiago · ( Chile)         | 1      | Chile                |
| Norteamérica | 6 de julio de 2019 – 7 de julio de 2019           | George Town ( Islas Caimán) | 2      | Jamaica México       |
| Europa       | 13 de julio de 2019 – 14 de julio de 2019         | Colomiers ( Francia)        | 2      | Francia Irlanda      |
| Oceania      | 7 de noviembre de 2019 – 9 de noviembre de 2019   | Suva ( Fiyi)                | 2      | Samoa Tonga          |
| África       | 9 de noviembre de 2019 – 10 de noviembre de 2019  | Johannesburgo ( Sudáfrica)  | 1      | Zimbabue             |
| Asia         | 23 de noviembre de 2019 – 24 de noviembre de 2019 | Incheon ( Corea del Sur)    | 1      | Hong Kong            |
| TOTAL        |                                                   |                             | 9      | 9                    |

- Los seleccionados de Brasil y China se retiraron del torneo.
- Uganda fue descalificado del torneo por presentar gran cantidad de casos de COVID-19.

## Fase de grupos

### Grupo A
| Pos. | Equipo   | Encuentros | Encuentros | Encuentros | Encuentros | Tantos  | Tantos    | Tantos     | Puntos Totales |
| Pos. | Equipo   | jugados    | ganados    | empatados  | perdidos   | a favor | en contra | diferencia | Puntos Totales |
| ---- | -------- | ---------- | ---------- | ---------- | ---------- | ------- | --------- | ---------- | -------------- |
| 1    | Irlanda  | 4          | 4          | 0          | 0          | 126     | 17        | +109       | 12             |
| 2    | Samoa    | 4          | 3          | 0          | 1          | 156     | 38        | +118       | 10             |
| 3    | Zimbabue | 4          | 2          | 0          | 2          | 64      | 81        | −17        | 8              |
| 4    | Tonga    | 4          | 1          | 0          | 3          | 43      | 128       | −85        | 6              |
| 5    | México   | 4          | 0          | 0          | 4          | 17      | 142       | −125       | 4              |

Nota: Se otorgan 3 puntos al equipo que gane un partido, 2 al que empate y 1 al que pierda
| 18 de junio | México | 0 - 21 | Zimbabue |  |  |

| 19 de junio | Samoa | 69 - 5 | México |  |  |

| 19 de junio | Irlanda | 31 - 10 | Zimbabue |  |  |

| 19 de junio | Irlanda | 31 - 0 | México |  |  |

| 19 de junio | Samoa | 47 - 5 | Tonga |  |  |

| 19 de junio | Irlanda | 43 - 0 | Tonga |  |  |

| 19 de junio | Samoa | 33 - 7 | Zimbabue |  |  |

| 19 de junio | Tonga | 21 - 12 | México |  |  |

| 20 de junio | Tonga | 17 - 26 | Zimbabue |  |  |

| 20 de junio | Irlanda | 21 - 7 | Samoa |  |  |

### Grupo B
| Pos. | Equipo    | Encuentros | Encuentros | Encuentros | Encuentros | Tantos  | Tantos    | Tantos     | Puntos Totales |
| Pos. | Equipo    | jugados    | ganados    | empatados  | perdidos   | a favor | en contra | diferencia | Puntos Totales |
| ---- | --------- | ---------- | ---------- | ---------- | ---------- | ------- | --------- | ---------- | -------------- |
| 1    | Francia   | 3          | 3          | 0          | 0          | 119     | 12        | +107       | 9              |
| 2    | Hong Kong | 3          | 2          | 0          | 1          | 62      | 56        | +6         | 7              |
| 3    | Chile     | 3          | 1          | 0          | 2          | 53      | 74        | –21        | 5              |
| 4    | Jamaica   | 3          | 0          | 0          | 3          | 10      | 102       | –92        | 3              |

Nota: Se otorgan 3 puntos al equipo que gane un partido, 2 al que empate y 1 al que pierda
| 19 de junio | Francia | 40 - 0 | Jamaica |  |  |

| 19 de junio | Hong Kong | 31 - 5 | Jamaica |  |  |

| 19 de junio | Francia | 43 - 7 | Chile |  |  |

| 19 de junio | Hong Kong | 26 - 15 | Chile |  |  |

| 19 de junio | Chile | 31 - 5 | Jamaica |  |  |

| 20 de junio | Francia | 36 - 5 | Hong Kong |  |  |

### Fase Final

#### Semifinal
| 20 de junio | Francia | 31 - 0 | Samoa |  |  |

| 20 de junio | Irlanda | 28 - 5 | Hong Kong |  |  |

#### Final
| 20 de junio | Francia | 19 - 28 | Irlanda |  |  |

| Bandera de Irlanda       |
| Campeón Irlanda          |
| Clasificado a Tokio 2020 |